# Phasmasaurus
Phasmasaurus – rodzaj jaszczurek z podrodziny Eugongylinae w rodzinie scynkowatych (Scincidae).

## Zasięg występowania
Rodzaj obejmuje gatunki występujące na Nowej Kaledonii. 

## Systematyka

### Etymologia
Phasmasaurus (rodz. męski): gr. φασμα phasma, φασματος phasmatos „zjawa, widmo, widziadło”, od φαινω phainō „dobyć na jaw, ukazać, pokazać”; σαυρος sauros „jaszczurka”.

### Podział systematyczny
Do rodzaju należą następujące gatunki: 
- Phasmasaurus maruia
- Phasmasaurus tillieri